# Daniel Jędraszko
Daniel Jędraszko (Stettino, 6 aprile 1976) è un canoista polacco.
Ha vinto una medaglia d'argento a Sydney 2000 nel C2 500 metri in coppia con Paweł Baraszkiewicz. Ha vinto anche alcuni titoli mondiali.

## Palmarès
- Olimpiadi

Sydney 2000: argento nel C2 500m.
- Mondiali

1997: argento nel C2 500 m e bronzo nel C4 1000m.
1998: argento nel C2 500 m.
1999: oro nel C2 500 m. e argento nel C2 200 m.
2001: oro nel C2 200 m. e argento nel C2 500 m.
2003: oro nel C2 200 m. e nel C2 500 m.
- Campionati europei di canoa/kayak sprint

Plovdiv 1997: oro nel C2 500m e bronzo nel C4 1000.
Zagabria 1999: oro nel C2 200m.
Poznań 2000: oro nel C2 200m e nel C2 500m.
Milano 2001: argento nel C2 200m e bronzo nel C4 200m.
Poznań 2004: argento nel C2 500m e bronzo nel C2 200m.